# Gli evasi di Fort Denison
Gli evasi di Fort Denison (The Siege of Pinchgut) è un film del 1959 diretto da Harry Watt.
Presentato in concorso alla 9ª edizione del Festival di Berlino, fu l'ultimo film prodotto dagli Ealing Studios.
Il cinquantenne attore teatrale australiano Gerry Duggan, al suo esordio nel cinema, ricevette una nomination ai premi BAFTA 1960 come miglior attore debuttante per il ruolo di Pat Fulton. Il premio quell'anno andò alla tredicenne Hayley Mills per Questione di vita o di morte di J. Lee Thompson.
Il film è stato restaurato nel 2006 dal National Film and Sound Archive.

## Trama
In fuga dopo un'evasione, Matt Kirk riesce a lasciare il porto di Sydney con tre complici e approdare sull'isola di Fort Denison, ignaro della presenza del guardiano Pat Fulton e della sua famiglia. Ben presto le autorità vengono informate e sotto la guida del sovrintendente Hanna cingono d'assedio i quattro evasi. Hanna fa piazzare dei cecchini intorno al forte mentre cerca di negoziare una resa pacifica, ma Matt minaccia di far saltare in aria una vicina nave carica di munizioni.

## Produzione

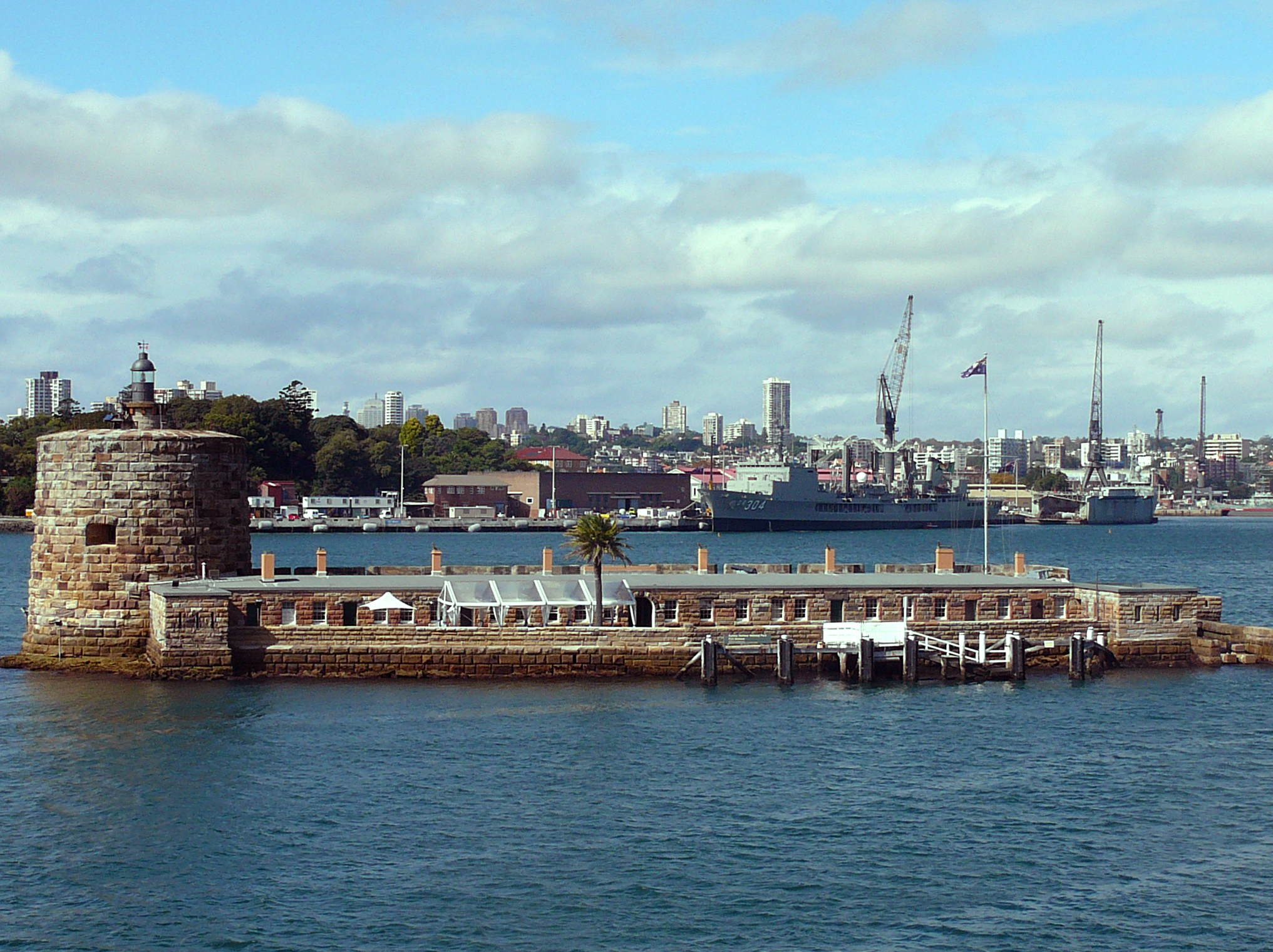
Fort Denison e la baia di Sydney.

La storia venne scritta dal regista australiano Lee Robinson e dal montatore di origini britanniche Inman Hunter nel 1949, quando entrambi lavoravano a Sydney nella Film Division del Dipartimento dell'Interno. Hunter aveva visitato Fort Denison poco dopo essere arrivato in Australia e aveva pensato che sarebbe stata una location perfetta per un film. Insieme a Robinson, che era stato un artigliere durante la seconda guerra mondiale, svilupparono un soggetto su due prigionieri di guerra tedeschi in fuga che trovano rifugio nel forte.
Nel 1950 Robinson e Hunter annunciarono che il film, diretto da entrambi, sarebbe entrato in produzione l'anno successivo con il titolo Saturday to Monday, tuttavia non riuscirono ad ottenere i finanziamenti necessari e il soggetto fu venduto agli Ealing Studios, da poco acquisiti dalla Associated British Picture Corporation. Il progetto venne quindi affidato a Harry Watt, regista statunitense già autore di due lungometraggi per la Ealing che dopo una breve esperienza in Inghilterra alla Granada Television era tornato a lavorare per gli studios australiani. Watt lesse il soggetto e si entusiasmò della possibilità di farne un film di successo commerciale.
Watt si occupò della sceneggiatura insieme allo scrittore britannico Alexander Baron, mentre il romanziere australiano Jon Cleary dette il suo contributo ai dialoghi, e la storia venne cambiata sostituendo i prigionieri di guerra con un condannato fuggito che si batte per dimostrare la sua innocenza.

## Distribuzione
Dopo l'anteprima del giugno 1959 al Festival di Berlino (dove fu presentato con il titolo Belagerung von Pinchgut), il film venne distribuito nel Regno Unito nel mese di agosto. In anni recenti è stato proiettato al Sydney Film Festival l'8 giugno 2013.

### Date di uscita
- Regno Unito (The Siege of Pinchgut) - Agosto 1959
- Svezia (4 Desperados) - 14 marzo 1960
- Germania Ovest (Zur Hölle mit Sydney) - 3 giugno 1960
- Austria (Zur Hölle mit Sydney) - Luglio 1960
- Finlandia (Ratkaisu aamunkoitteessa) - 15 luglio 1960
- Danimarca (Til helvede med Sydney) - 29 agosto 1960

## Accoglienza
Il film non ottenne il successo sperato al box office e decretò la fine degli Ealing Studios.